# Sékoro
Sékoro ou Ségoukoro est un village de la commune rurale malienne de Sébougou dans le cercle de Ségou et la région de Ségou.

## Géographie
La localité de Sékoro est située sur la rive droite du fleuve Niger et au nord de la route nationale RN 6 (axe Bamako-Ségou) à 11 km au sud-ouest du chef-lieu régional Ségou.

## Histoire
Le village de Ségou Koro ou Vieux Ségou constitue une capitale historique du royaume bambara de Ségou, il abrite le palais et la sépulture de son fondateur : Biton Mamary Coulibaly, il règne pendant 43 ans (1712-1755)

## Infrastructures et services
Lors du recensement de 2009, la localité est desservie par les services suivants. :
- deux écoles
- une formation de santé
- une pharmacie
- 5 points d'eau

## Mosquée
- Mosquée de Ba Sounou Sacko, mosquée construite pour la mère de Biton Coulibaly sur la rive du fleuve Niger.

## Images

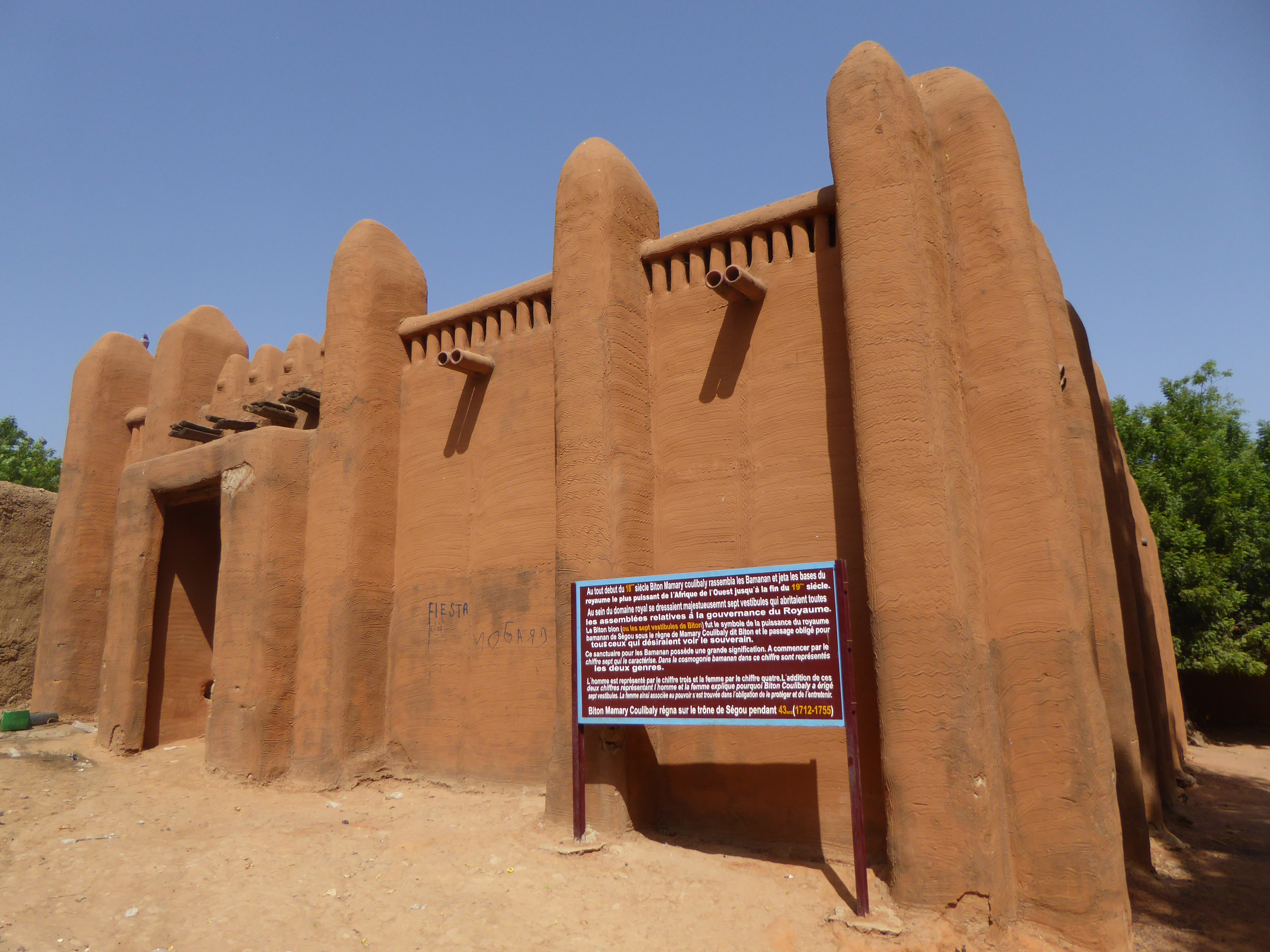
Palais du roi de Ségou, Biton Coulibaly
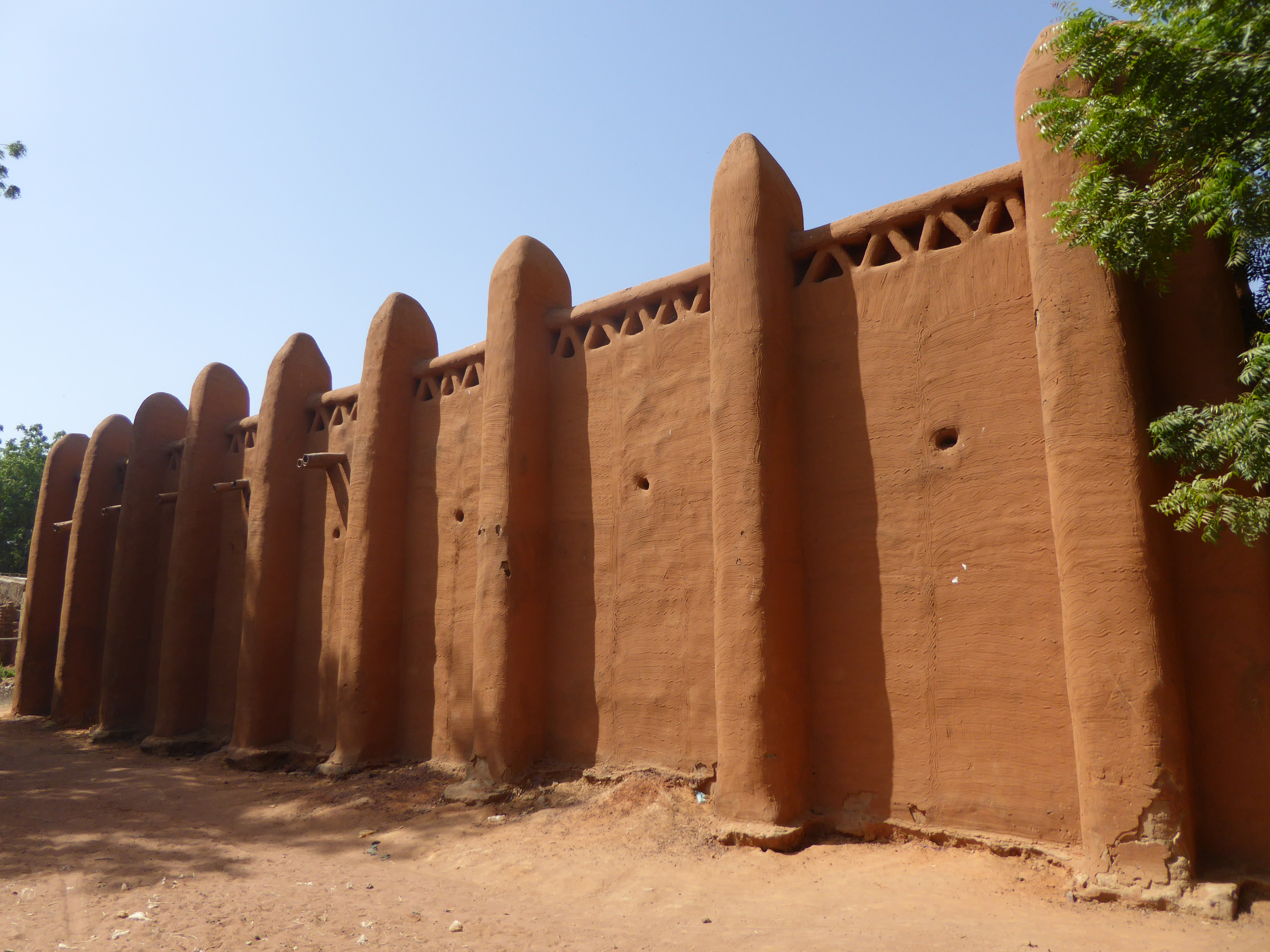
Palais
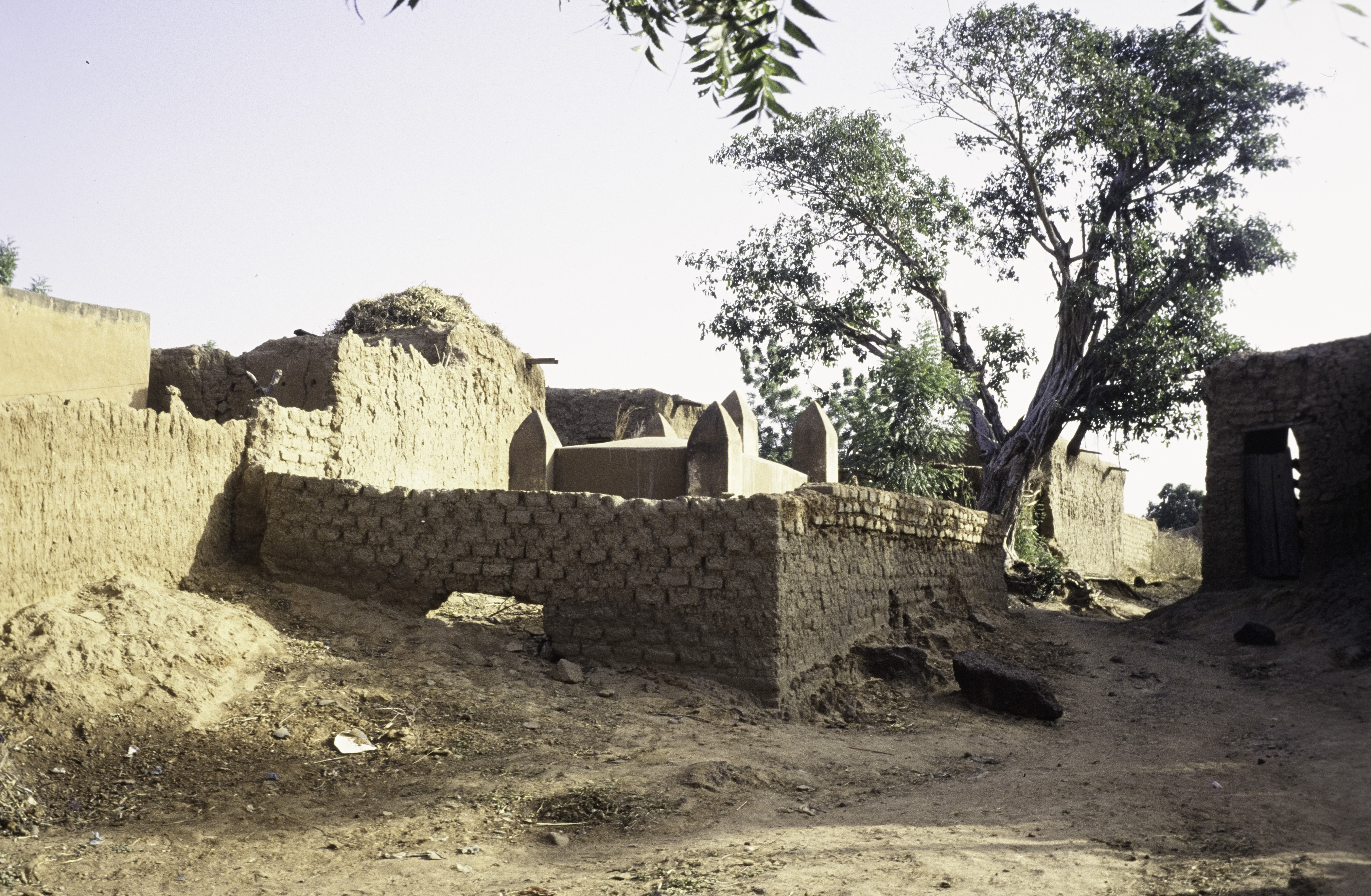
Tombe royale (1983)
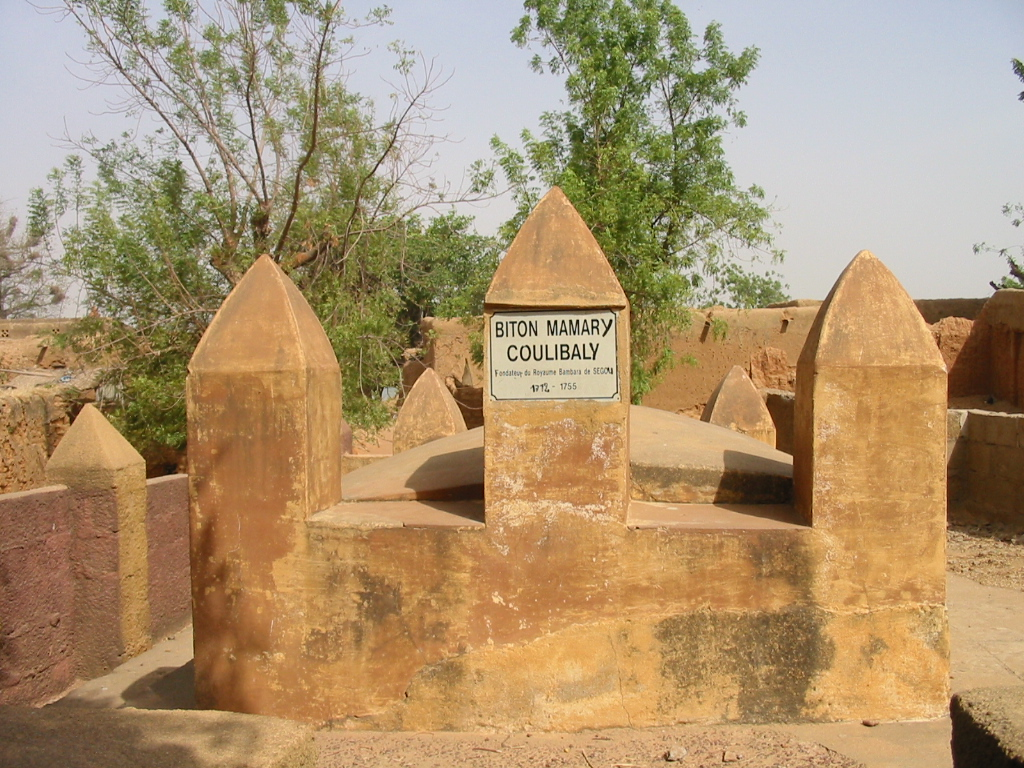
Tombeau
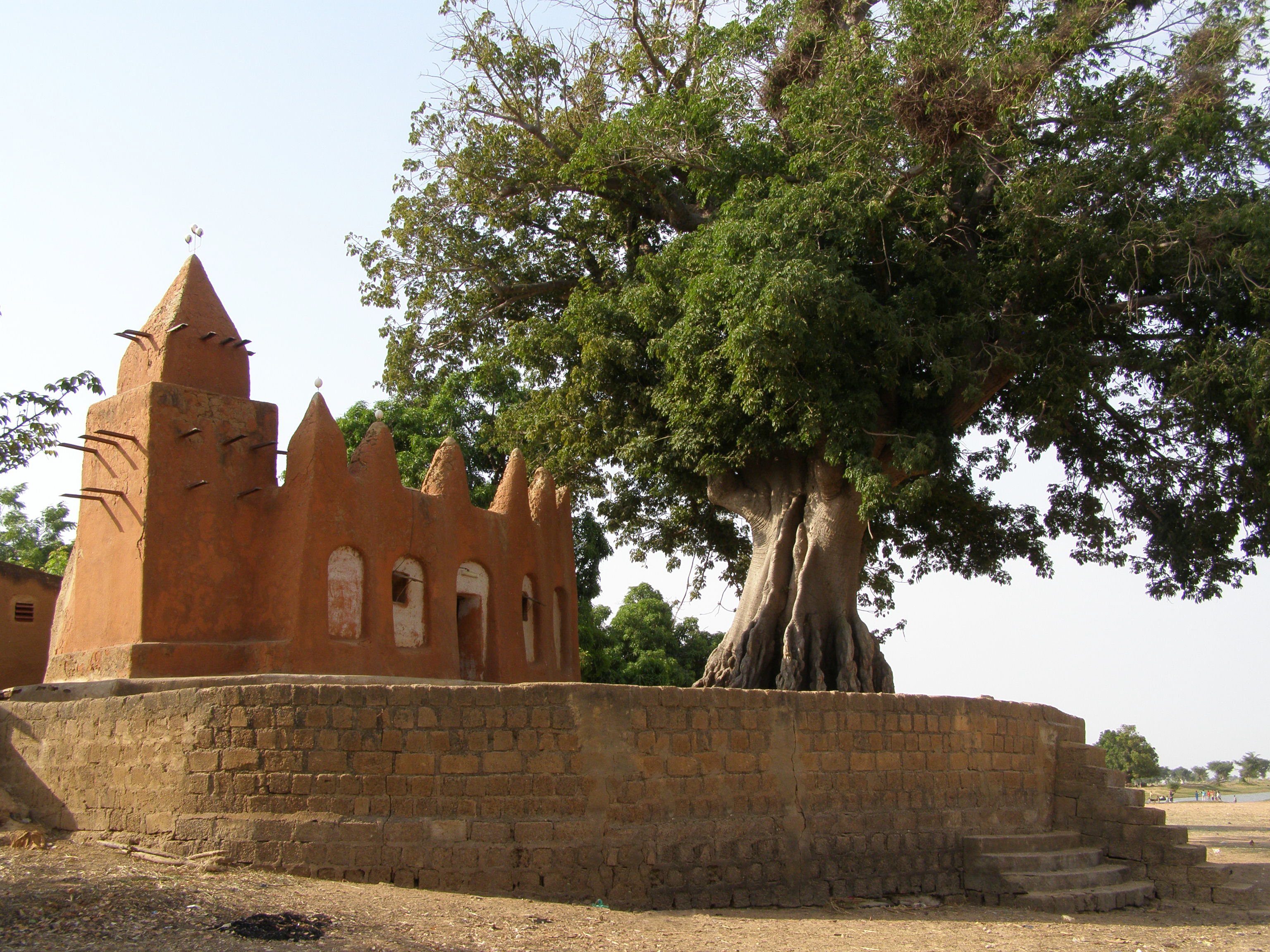
Mosquée de Ba Sounou Sacko et son Karité
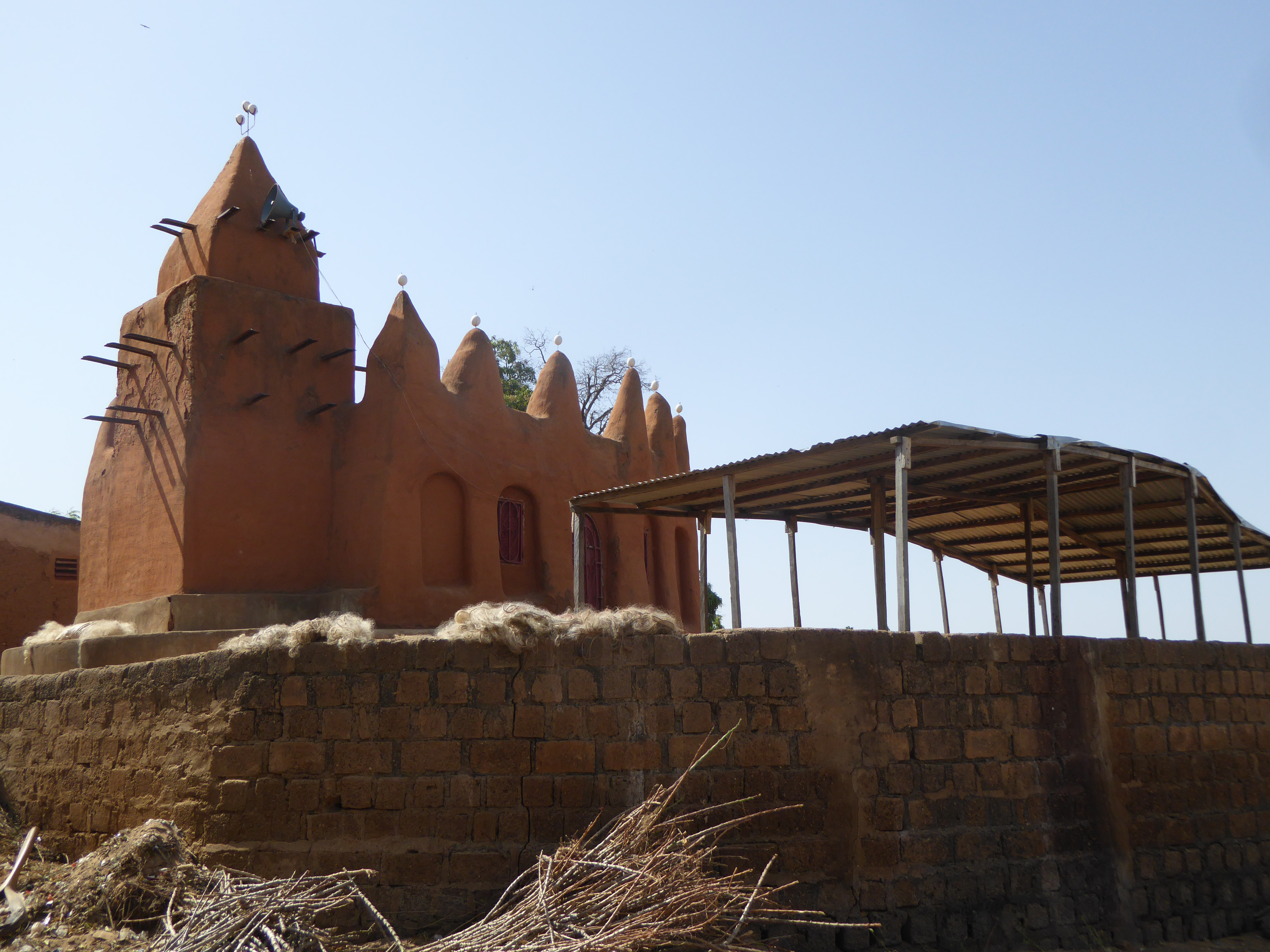
Mosquée